# Gary Neal
Gary Neal (Baltimore, Maryland, 3. listopada 1984.) je američki profesionalni košarkaš. Igra na poziciji bek šutera, a trenutačno je član Benettona iz Trevisa.

## Karijera

#### Sveučilična karijera
U svojoj prvoj sveučilišnoj sezoni u dresu La Sallea izabran je kao najbolji novak konferencije Atlantic 10. Prosječno je predvodio svoju momčad sa 18.6 poena. U svojoj drugoj sezoni ponovo je predvodio svoju momčad, prosječno postizajući 17.9 poena, a krajem sezone izabran je u drugu momčad All Atlantic-10 konferencije. Sezonu 2004./05. propustio je zbog NCAA pravila, da u slučaju promjene sveučilišta mora pauzirati jednu sezonu. Neal je otišao na sveučilište Towson, zbog prekršaja moralnih prava sveučilišta La Salle. U svojoj trećoj sezoni, odnosno četvrtoj popravio je svoje brojke i prosječno je po susretu postizao 25.3 poena, 1.2 skoka i 3.5 asistencija.

#### Profesionalna karijera
Neal se je odlučio prijavio na NBA draft 2007., međutim ostao je nedraftiran. Odlazi u Europu i potpisuje za turski Pınar Karşıyaku. U dresu Karşıyake prosječno je u sezoni 2007./08. postizao 16.5 poena po susretu. Nedugo nakon toga, španjolska Barcelona otkupila je njegov ugovor i seli se u Kataloniju. U lipnju 2008. potpisuje za talijanskog prvoligaša Benettona iz Trevisa. 

## Vanjske poveznice
- Profil na Turskoj košarkaškoj ligi
- Profil  Arhivirana inačica izvorne stranice od 8. veljače 2012. (Wayback Machine) na Lega Basket Serie A
- Profil na Eurocup